# Phaeopeltosphaeria caudata
Phaeopeltosphaeria caudata är en svampart som beskrevs av Berl. & Peglion 1892. Phaeopeltosphaeria caudata ingår i släktet Phaeopeltosphaeria, klassen Dothideomycetes, divisionen sporsäcksvampar och riket svampar.   Inga underarter finns listade i Catalogue of Life.